# Simon Micallef
Simon Micallef (1970. július 21. –) ausztrál nemzetközi labdarúgó-játékvezető.

## Pályafutása

### Nemzeti játékvezetés
A játékvezetői vizsgát 1984-ben tette le, majd a Granville District Soccer Labdarúgó-szövetség
bajnokságaiban kezdte szolgálatát. Nemzeti labdarúgó-szövetségének megfelelő játékvezető bizottsága minősítése alapján 1988-tól az NSWSLFR keretében az Ausztrál Nemzeti Ifjúsági Liga és a NSW állami League Premier Division, majd 1993-ban lett az A-League játékvezetője. A küldési gyakorlat szerint rendszeres 4. bíró szolgálatot is végzett. A nemzeti játékvezetéstől 2005-ben vonult vissza. Első ligás mérkőzéseinek száma: 202.

#### Nemzeti kupamérkőzések
Kettő alkalommal (1996-1997 és 1998-1999) Australian League Grand Finals döntőt, négyszer a NSW állam League Cup döntőjét, háromszor a NSW Super League Grand Finals, valamint a Johnny Walker-kupa-döntőt koordinálta.

### Nemzetközi játékvezetés
Az Ausztrál labdarúgó-szövetség Játékvezető Bizottsága (JB) terjesztette fel nemzetközi játékvezetőnek, a Nemzetközi Labdarúgó-szövetség (FIFA) 1995-től tartotta nyilván bírói keretében. A FIFA JB központi nyelvei közül a angolt beszéli. Több nemzetek közötti válogatott és klubmérkőzést vezetett, vagy működő társának 4. bíróként segített. Nemzetközi mérkőzéseinek száma: 35. A  nemzetközi játékvezetéstől 2005-ben búcsúzott.

#### Labdarúgó-világbajnokság

##### U20-as labdarúgó-világbajnokság
Nigéria rendezte a 12., az 1999-es ifjúsági labdarúgó-világbajnokságot, ahol a FIFA JB bíróként alkalmazta.

##### 1999-es ifjúsági labdarúgó-világbajnokság
| Időpont           | Helyszín                      | Mérkőzés típusa              | Mérkőzés        | Eredmény | Nézők száma |
| ----------------- | ----------------------------- | ---------------------------- | --------------- | -------- | ----------- |
| 1999. április 5.  | Városi Stadion, Calabar       | csoportmérkőzés (F. csoport) | Zambia–Honduras | 4 – 3    | 12 000      |
| 1999. április 11. | Városi Stadion, Port Harcourt | csoportmérkőzés (F. csoport) | Zambia–Brazília | 1 – 5    | 16 000      |
| 1999. április 21. | Városi Stadion, Lagos         | egyik elődöntő               | Uruguay–Japán   | 1 – 2    | 8000        |

---
A világbajnoki döntőkhöz vezető úton Dél-Koreába és Japánba a XVII., a 2002-es labdarúgó-világbajnokságra a FIFA JB játékvezetőként alkalmazta. Selejtező mérkőzéseket az AFC zónában vezetett.

##### 2002-es labdarúgó-világbajnokság

###### Selejtező mérkőzés
| Időpont             | Helyszín               | Mérkőzés típusa                   | Mérkőzés          | Eredmény | Nézők száma |
| ------------------- | ---------------------- | --------------------------------- | ----------------- | -------- | ----------- |
| 2001. augusztus 24. | Azadi Stadion, Teherán | előselejtező (2. kör; 1. csoport) | Irán–Szaúd-Arábia | 2 – 0    | 120 000     |

#### Labdarúgó-Európa-bajnokság
Az európai labdarúgó torna döntőjéhez vezető úton Belgiumba és Hollandiába a XI., a 2000-es labdarúgó-Európa-bajnokságra az UEFA JB játékvezetőként foglalkoztatta.

##### 2000-es labdarúgó-Európa-bajnokság

###### Selejtező mérkőzés
| Időpont          | Helyszín                    | Mérkőzés típusa           | Mérkőzés       | Eredmény | Nézők száma |
| ---------------- | --------------------------- | ------------------------- | -------------- | -------- | ----------- |
| 1999. október 9. | Qemal Stafa Stadion, Tirana | előselejtező (2. csoport) | Albánia–Grúzia | 2 – 1    | 650         |

##### OFC-nemzetek kupája
A 3., az 1996-os OFC-nemzetek kupája labdarúgótornának nem volt házigazdája. Ausztrália rendezte a 4. az 1998-as OFC-nemzetek kupája labdarúgó tornát, ahol az OFC JB játékvezetői szolgálatra vette igénybe.

##### 1996-os OFC-nemzetek kupája

###### OFC-nemzetek kupája mérkőzés
| Időpont            | Helyszín                    | Mérkőzés típusa          | Mérkőzés             | Eredmény | Nézők száma |
| ------------------ | --------------------------- | ------------------------ | -------------------- | -------- | ----------- |
| 1995. november 15. | Breakers Stadion, Newcastle | egyik elődöntő (zárókör) | Ausztrália–Új-Zéland | 1 – 1    | 8858        |

##### 1998-as OFC-nemzetek kupája

###### OFC-nemzetek kupája mérkőzés
| Időpont              | Helyszín                  | Mérkőzés típusa                       | Mérkőzés               | Eredmény | Nézők száma |
| -------------------- | ------------------------- | ------------------------------------- | ---------------------- | -------- | ----------- |
| 1998. szeptember 25. | Suncorp Stadion, Brisbane | csoportmérkőzés (zárókör; A. csoport) | Új-Zéland–Tahiti       | 1 – 0    | 900         |
| 1998. szeptember 30. | Suncorp Stadion, Brisbane | csoportmérkőzés (zárókör; A. csoport) | Tahiti–Vanuatu         | 5 – 1    | 400         |
| 1998. október 4.     | Suncorp Stadion, Brisbane | bronzmérkőzés                         | Tahiti–Fidzsi-szigetek | 2 – 4    | 2000        |

#### Olimpiai játékok

##### 2000. évi nyári olimpiai játékok
A 2000. évi nyári olimpiai játékok labdarúgó tornáján a FIFA JB bírói, partbírói szolgálatra alkalmazta.

###### Férfi labdarúgótorna a 2000. évi nyári olimpiai játékokon
| Időpont              | Helyszín                         | Mérkőzés típusa              | Mérkőzés               | Eredmény | Nézők száma |
| -------------------- | -------------------------------- | ---------------------------- | ---------------------- | -------- | ----------- |
| 2000. szeptember 14. | Cricket Ground Stadion, Brisbane | csoportmérkőzés (D. csoport) | Brazília–Szlovákia     | 3 – 1    | 24 616      |
| 2000. szeptember 19. | Cricket Ground Stadion, Brisbane | csoportmérkőzés (C. csoport) | Csehország–Kamerun     | 1 – 1    | 23 442      |
| 2000. szeptember 29. | Football Stadion, Sydney         | cbronzmérkőzés               | Egyesült Államok–Chile | 0 – 2    | 26 381      |

#### Konföderációs kupa
Dél-Korea rendezte az 5., a 2001-es konföderációs kupa labdarúgótornát, ahol a FIFA JB hivatalnokként vette igénybe szolgálatát.

##### 2001-es konföderációs kupa
| Időpont         | Helyszín                     | Mérkőzés típusa              | Mérkőzés     | Eredmény | Nézők száma |
| --------------- | ---------------------------- | ---------------------------- | ------------ | -------- | ----------- |
| 2001. május 31. | Világbajnoki Stadion, Nígata | csoportmérkőzés (B. csoport) | Japán–Kanada | 3 – 0    | 39 006      |

## Sportvezetőként
Aktív pályafutását befejezve az Ausztrál Nemzeti Futball A-Liga Vizsgálóbizottságának elnöke.

## Szakmai sikerek
Az Ausztrál Labdarúgó-szövetség JB három alkalommal (1996-97, 1998-99, 2000-2001), az NSW állami Labdarúgó-szövetség kettő alkalommal választotta az Év Játékvezetőjének.